# Travis Fimmel
Travis Fimmel (Echuca, Victoria, 1979. július 15. –) ausztrál színész és modell.
Leginkább  Ragnar Lothbrok szerepében ismert a Vikingek (2013–2017) című történelmi drámasorozatból.

## Élete és pályafutása
Modellkedéssel kezdte, részese volt Calvin Klein kampányának, majd 2003-tól elindult színészi karrierje is, mikor a Warner Bros stúdió által bemutatott televíziós sorozatban Tarzant alakította. A kanadai–amerikai sorozat nem hozta a várt sikert, s így csak nyolc epizódot élt meg. 2009-ben a Fenevad című szériában egy zöldfülű FBI-ügynököt játszott Patrick Swayze mellett, melynek forgatása végül Swayze halála miatt maradt abba.
Az áttörést a 2013-ban debütáló Vikingek című sorozat hozta el számára, melyben a legendás viking harcos-uralkodót, Ragnar Lothbrokot formálta meg.

## Filmográfia

### Film
| Év   | Magyar cím           | Eredeti cím                          | Szerep                 | Magyar hang       |
| ---- | -------------------- | ------------------------------------ | ---------------------- | ----------------- |
| 2008 |                      | Restraint                            | Ron                    |                   |
| 2008 | Hullámok ördöge      | Surfer, Dude                         | Johnny Doran           |                   |
| 2010 |                      | Ivory                                | Jake                   |                   |
| 2010 | A kísérlet           | The Experiment                       | Helweg                 | Bódy Gergely      |
| 2010 |                      | Needle                               | Marcus Rutherford      |                   |
| 2010 | Angyalok ajándéka    | Pure Country 2 – The Gift            | Dale Jordan            |                   |
| 2011 |                      | Supremacy (rövidfilm)                | Garrett Tully          |                   |
| 2012 | Számkivetettek       | The Baytown Outlaws                  | McQueen Oodie          | Dányi Krisztián   |
| 2012 |                      | Harodim                              | Lazarus Fell           |                   |
| 2015 | Maggie terve         | Maggie’s Plan                        | Guy                    | Karácsonyi Zoltán |
| 2016 | Warcraft: A kezdetek | Warcraft                             | Anduin Lothar          | Nagy Ervin        |
| 2017 |                      | Lean on Pete                         | Ray Thompson           |                   |
| 2018 |                      | Finding Steve McQueen                | Harry Barber           |                   |
| 2019 |                      | Danger Close: The Battle of Long Tan | Harry Smith            |                   |
| 2019 | A vágyak földjén     | Dreamland                            | George Evans           | Kárpáti Levente   |
| 2020 | Ezek a fiatalok      | Here Are the Young Men               | műsorvezető            |                   |
| 2021 |                      | Die in a Gunfight                    | Wayne                  |                   |
| 2021 |                      | Zone 414                             | Marlon Veidt           |                   |
| 2022 |                      | Delia's Gone                         | Stacker Cole           |                   |
| 2022 |                      | One Way                              | Will                   |                   |
| 2023 | Kandahár             | Kandahar                             | Michael Dsouza         | Varga Gábor       |
| 2023 | Bolondok paradicsoma | Fool's Paradise                      | ismeretlen szerep      |                   |
| 2024 |                      | Rust                                 | Fenton "Preacher" Lang |                   |

### Televízió
| Év        | Magyar cím                           | Eredeti cím                  | Szerep                | Megjegyzések                                              |
| --------- | ------------------------------------ | ---------------------------- | --------------------- | --------------------------------------------------------- |
| 2003      | Tarzan                               | Tarzan                       | John Clayton / Tarzan | - 8 epizód - magyar hangja:[forrás?] - Balázs Zoltán      |
| 2005      |                                      | Rocky Point                  | Taj Walters           | próbaepizód                                               |
| 2006      |                                      | Southern Comfort             | Bobby                 | próbaepizód                                               |
| 2009      | Fenevad                              | The Beast                    | Ellis Dove / Carlson  | 13 epizód                                                 |
| 2010      | Életre-halálra                       | Chase                        | Mason Boyle           | 2 epizód                                                  |
| 2012      |                                      | BlackBoxTV                   | Ted                   | 1 epizód                                                  |
| 2012      |                                      | Outlaw Country               | Feron                 | tévéfilm                                                  |
| 2013–2017 | Vikingek                             | Vikings                      | Ragnar Lothbrok       | - főszereplő (45 epizód) - magyar hangja: - Hujber Ferenc |
| 2015      |                                      | Vikings: Athelstan's Journal | Ragnar Lothbrok       | 1 epizód                                                  |
| 2020      |                                      | 50 States of Fright          | Dave                  | 3 epizód                                                  |
| 2020–2022 | A farkas gyermekei                   | Raised by Wolves             | Caleb / Marcus        | - 18 epizód - magyar hangja: - Stohl András               |
| 2022      |                                      | That Dirty Black Bag         | Anderson              | 3 epizód                                                  |
| 2023      |                                      | C*A*U*G*H*T                  | Dingo                 | 2 epizód                                                  |
| 2023–     |                                      | Black Snow                   | James Cormack         | 6 epizód                                                  |
| 2024      | A fiú, aki lenyelte a világegyetemet | Boy Swallows Universe        | Lyle Orlik            | 3 epizód                                                  |
| 2024      | Dűne: Prófécia                       | Dune: Prophecy               | Desmond Hart          | főszereplő                                                |